# Jean-Aimé Toupane
Jean-Aimé Toupane, né le 12 janvier 1958 à Kaolack au Sénégal, est un ancien joueur sénégalais et français de basket-ball, devenu  entraîneur. Il est le père du joueur de basket-ball Axel Toupane.
Succédant à Valérie Garnier en tant qu'entraîneur de l'équipe de France féminine de basket-ball, il remporte une médaille de bronze au championnat d'Europe 2023 et la médaille d’argent aux Jeux olympiques de 2024.

## Biographie
Jean-Aimé Toupane est un joueur reconnu pour ses qualités de défenseur. Il arrive en France au BAC Mirande, recruté par Alain Jardel, au début des années 1980. Son parcours passe notamment par l'AS Monaco, dont il est un temps capitaine, Mulhouse et le BCM Gravelines. Il termine sa carrière de joueur à l'âge de 39 ans. Alors qu'il occupe le poste de directeur sportif aux Spacers de Toulouse, il commence sa carrière d'entraîneur en remplacement de Laurent Buffard, écarté peu après le début de saison. En 2001, il rejoint le club de Clermont-Ferrand, alors en Nationale 1. Après une saison à cet échelon, puis deux saisons en division supérieure, il conduit le club au plus haut niveau du basket-ball français.
Il occupe également un poste d'entraîneur adjoint auprès de Claude Bergeaud au sein de l'équipe de France. Il participe ainsi à l'obtention de la médaille de bronze au Championnat d'Europe 2005 en Serbie-Monténégro.
Le 10 juillet 2008, il est nommé entraîneur de l'Élan béarnais Pau-Orthez pour une année (reconductible en fin de saison). Le club béarnais le remercie après un début de saison difficile. Il rebondit néanmoins en devenant entraîneur de l'équipe de France masculine des 20 ans et moins. Il remporte trois médailles européennes lors de ses trois premières années à la tête de celle-ci : l'argent en 2009 avec une sélection comprenant des joueurs tels que Antoine Diot, Kevin Séraphin, Thomas Heurtel, l'or l'année suivante avec Andrew Albicy, meilleur joueur de la compétition. La sélection 2011, dont les joueurs majeurs sont Evan Fournier et Léo Westermann obtient pour sa part une médaille de bronze.
Le 24 mai 2012, il s'engage officiellement pour deux saisons avec le club de Hyères Toulon Var Basket avec comme objectif la remontée immédiate dans l'élite.
Au bout d'une année, il signe le 14 juin 2013 avec les Sharks d'Antibes pour une durée de deux ans. Après un bilan de 1 victoire en 9 matches, il est licencié le 3 décembre 2013.
En août 2014, il devient entraîneur de l'équipe première du Centre fédéral de basket-ball qui évolue en Nationale 1 et remplace Jacques Commères.
En octobre 2021, Toupane est nommé sélectionneur de l’équipe de France féminine pour succéder à Valérie Garnier, non reconduite. En 2022, la France est éliminée en quarts de finale du championnat du monde, puis lors du championnat d'Europe 2023, la France privée notamment de Gabby Williams et Marine Johannès n'atteint pas l'objectif de gagner l'or, mais obtient néanmoins la médaille de bronze
.
Pour les Jeux olympiques de 2024, il annonce une présélection où Sandrine Gruda est absente, et avec un groupe très jeune avec la seule Sarah Michel-Boury comme de trentenaire et des joueuses de vingt ans ou moins comme Dominique Malonga et Carla Leite. Il explique alors vouloir construire un projet de jeu basé sur la complémentarité, le collectif et non sur les qualités individuelles de ces joueuses. Après deux victoires face au Canada et au Nigeria, la France s'incline face à l'Australie. Lors de la phase finale, elle s'impose 84 à 71 face à l'Allemagne, puis 81 à 75 en prolongation contre la Belgique. En finale, dans un match ultra défensif, la France gène énormément les Américaines qui s'imposent finalement de un point, 67 à 66.
Prolongé jusqu'aux Jeux de Los Angeles en septembre,, il se trouve confronté à un renouvellement important pour disputer le championnat d'Europe 2025 : Sarah Michel Boury a pris sa retraite, Gabby Williams, Marine Johannès et  Dominique Malonga ont annoncé privilégier la saison WNBA. Marine Fauthoux s'est blessée quelques jours avant la compétition. Le premier tour voit les Françaises s'imposer face aux Turques, les Grèques et les Suisses, puis s'imposent face à Lituanie en quart de finale. En demi-finale, la France s'incline 64 à 65 face à l'Espagne puis 69 à 54 contre l'Italie lors de la rencontre  pour la troisième place. C'est la première fois depuis dix-huit ans que la France n'obtient pas de médaille dans un championnat d'Europe.

## Carrière de joueur

### Club
- Jeanne d'Arc Dakar
- 1980-1982 : BAC Mirande (Régional)
- 1982-1984 : Villeneuve-sur-Lot BC (Nationale 2)
- 1984-1988 : AS Monaco (Nationale 1)
- 1988-1989 : FC Mulhouse (N 1 A) - N'a pas joué (non qualifié)
- 1989-1991 : FC Mulhouse (N 1 A)
- 1991-1993 : BCM Gravelines (N 1 A et N A 1)
- 1993-1994 : FC Mulhouse (Pro B)
- 1994-1995 : CRO Lyon (Pro A)
- 1995-1997 : Spacer's Toulouse (Pro B)
- 1997-1998 : Spacer's Toulouse (Pro A)

- Champion de France Pro B en 1997

## Carrière d'entraîneur
- Médaille d’argent aux Jeux olympiques d’été de 2024 à Paris avec l’équipe de France féminine de basket-ball.

### Club
- 1998-1999 : Spacer's Toulouse (Pro A - Directeur sportif puis Entraîneur en remplacement de Laurent Buffard après 4 journées)
- 1999-2001 : RC Toulouse (Nationale 2)
- 2001-2002 : Stade clermontois (Nationale 1)
- 2002-2004 : Stade clermontois (Pro B)
- 2004-2008 : Stade clermontois (Pro A)
- juin 2008-novembre 2008 : Élan béarnais (Pro A)
- juin 2012-juin 2013 : Hyères-Toulon VB (Pro B)
- juin 2013-décembre 2013 : Olympique d'Antibes (Pro A)
- 2014-2021 : Centre fédéral (Nationale 1)

### Sélection nationale
- équipe de France masculine
  -   Médaille de Bronze au Championnat d'Europe 2005 (Serbie-Monténégro) (assistant de Claude Bergeaud)

- équipe de France féminine
  -  Médaille de bronze au Championnat d'Europe 2023